# Спілкування
Спілкува́ння — передача інформації у будь-якій формі від однієї особи до іншої безпосередньо або за допомогою засобів зв'язку будь-якого типу. Спілкування є приватним, якщо інформація передається та зберігається за таких фізичних чи юридичних умов, при яких учасники спілкування можуть розраховувати на захист інформації від втручання інших осіб (Стаття 258 Кримінального процесуального кодексу України).

## Види спілкування
За характером комунікантів у просторі та часі розрізняють спілкування:
- контактне;
- дистанційне.

Поняття контактного спілкування зрозуміле: співрозмовники поряд. При контактному спілкуванні важливими компонентами є ситуація, жести, міміка та інтонація. 
До видів дистанційного спілкування належать такі, де комуніканти розділені простором і часом. Це може бути розмова телефоном, спілкування у листах тощо.
За наявністю чи відсутністю будь-якого посередника розрізняють спілкування безпосереднє (пряме) — опосередковане (непряме).
Пряме спілкування — це зазвичай розмова, бесіда, доповідь тощо.
До видів опосередкованого спілкування належать і телефонна розмова, і лист, і передавання інформації через радіо, телебаченню, книгу. Саме розвиток опосередкованого спілкування спричинив утворення цілих галузей виробництва й спеціалізовані заклади: радіо-, телестудії; видавництва й типографії, пошту, телеграф, телефонні станції тощо, а також армію робітників, які їх обслуговують.
За формою існування мови розрізняють спілкування усне — письмове.
Усне спілкування, як правило, пов'язане з ознаками контактності і безпосередності, а письмове — з ознаками дистантності й опосередкованості. У письмовому тексті втілюються складніші форми мислення, що відображаються у складніших мовних формах: відокремлені звороти, експресивні синтаксичні фігури і багато інших.
Письмовий текст вимагає обдумування. Такий текст є зафіксованим. Усний текст разом з ситуацією, жестами, мімікою, інтонацією дозволяє щось не сказати, не припускає переробки тексту, крім уточнень («Слово — не горобець: вилетить — не спіймаєш»).
З погляду змінної — постійної позиції «я — мовця» і «ти — слухача» розрізняють спілкування:
- діалогічне;
- монологічне.

Діалог утворюється зміною ролей «я» і «ти», що організовує текст як суму реплік. Існує своєрідний зв'язок «я» (адресанта) і «ти» (адресата).
За кількістю учасників розрізняють спілкування:
- міжособистісне (особисте);
- масове.

Кількісні відношення «1-1» і «1- декілька» приводять до міжособистісної комунікації, відношення «1-багато» — до масової (радіо, преса, телебачення).
З погляду ситуації спілкування і взаємостосунків тих, хто спілкується, розрізняють спілкування:
- приватне;
- офіційне.

На відміну від приватного, офіційне спілкування обмежене правилами взаємної поведінки і стосунків комунікантів як представників організації, групи, тому такий текст містить чимало клішованих, стереотипних компонентів (тексти ділових переговорів, протоколів, офіційно-ділових паперів тощо).

## Функції спілкування[1]
Функції спілкування дуже різноманітні. Існують різні підходи до їх класифікації. Так, за однією з них виокремлюють: 
- інформаційно-комунікативний, охоплює все, що є передаванням і прийманням інформації;
- регулятивно-комунікативний. Спілкування забезпечує регуляцію поведінки суб'єктів та їхньої спільної діяльності;
- афективно-комунікативний. Належать до емоційної сфери (розмаїття людських емоцій виникає й проявляється під час спілкування).

Якщо взяти іншу основу для класифікації, то можна виокремити: 
- спільної діяльності;
- пізнання людьми одне одного;
- формування та розвиток міжособистісних взаємин.

Усі функції спостерігаються  в житті й проявляються, як правило, в єдності, доповнюючи одна одну.